# تاسکاکلی
تاسکاکلی (انگلیسی: Taskakly) یک شهرک در شهرستان چکماگوشفسکی استان باشقیرستان کشور روسیه است.